# Congshu jicheng chubian
Congshu jicheng chubian (chinesisch 叢書集成初編 / 丛书集成初编 – „Umfassende Sammlung von Congshu, Erstausgabe“), Abkürzung: CSJCCB, bzw. Congshu jicheng (chinesisch 叢書集成 / 丛书集成), Abkürzung: CSJC, ist ein chinesisches Sammelwerk (congshu), das als Reihe in den Jahren 1935 bis 1937 in Shanghai bei der Commercial Press (Shangwu yinshuguan) erschien. Es wurde von Wang Yunwu zusammengestellt. Es ist ein Sammelwerk von Congshu (丛书 / 叢書 / cóngshū).
Das Kriterium für die Auswahl waren Seltenheit und praktische Verwendung. Das Sammelwerk enthält insgesamt 100 Congshu, eingeteilt in die drei Kategorien: allgemein, spezialisiert und regional, insgesamt sind darin 4000 Werke enthalten.

## Weblink
- chinaknowledge.de Abgerufen am 3. Februar 2023 (englisch).